# Anthony Roux
Anthony Roux (Verdun, 18 d'abril de 1987) fou un ciclista francès, professional des del 2008 fins al 2022.
El 2009 guanyà una etapa de la Volta a Espanya, sent aquesta la seva victòria més destacada conjuntament amb el Campionat de França en ruta.

## Palmarès
- 2005
  - 1r al Circuit de Lorena sub-19
- 2009
  - Vencedor d'una etapa de la Volta a Espanya
  - Vencedor d'una etapa del Circuit de La Sarthe
- 2010
  - Vencedor d'una etapa del Circuit de Lorena
  - Vencedor d'una etapa del Tour de Poitou-Charentes
- 2011
  - 1r al Circuit de La Sarthe i vencedor d'una etapa
  - 1r al Circuit de Lorena i vencedor de 2 etapes
  - 1r al Gran Premi del Somme
- 2013
  - Vencedor d'una etapa de l'Étoile de Bessèges
  - Vencedor d'una etapa a la Volta a Burgos i 1r a la Classificació per punts
- 2015
  - Vencedor d'una etapa al Circuit de la Sarthe
- 2018
  -  Campió de França en ruta
  - Vencedor d'una etapa a la Ruta d'Occitània
  - Vencedor d'una etapa al Tour del Llemosí

### Resultats a la Volta a Espanya
- 2009. 120è de la classificació general. Vencedor d'una etapa
- 2013. 34è de la classificació general
- 2014. Abandona (15a etapa)
- 2017. 52è de la classificació general
- 2020. 66è de la classificació general

### Resultats al Tour de França
- 2010. 167è de la classificació general
- 2011. 101è de la classificació general
- 2012. 126è de la classificació general
- 2016. 63è de la classificació general
- 2019. 102è de la classificació general

### Resultats al Giro d'Itàlia
- 2013. Abandona (16a etapa)
- 2015. 87è de la classificació general
- 2018. 76è de la classificació general